# Альфонсин, Рауль
Рау́ль Рика́рдо Альфонси́н Фу́лкес (исп. Raúl Ricardo Alfonsín Foulques; 12 марта 1927, Часкомус, Буэнос-Айрес — 31 марта 2009, Буэнос-Айрес) — аргентинский государственный деятель, президент Аргентины с 1983 по 1989 год от партии Гражданский радикальный союз (ГРС). Одержал победу на свободных выборах, но не смог остановить гиперинфляцию и рост внешнего долга. В 1989 году ушёл в отставку.

## Биография

### Происхождение и ранние годы
Родился в большой семье, члены которой насчитывали около 80 человек. Его мать — Анна Мария Фолкс — британского происхождения, отец Серафин Рауль Альфонсин — галисийско-немецкого. Начальное образование получал в обычной средней школе, в 13 лет поступил в военный лицей «Генерал Сан-Мартин», откуда выпустился со степенью бакалавра.
После окончания военного лицея продолжил образование на юридическом факультете Национального университета Ла-Платы (Аргентина), окончив его с получением учёной степени доктора права.

### Политическая карьера
Политическая карьера будущего президента началась в 1945 году с его вступления в одну из самых крупных партий страны — Гражданский радикальный союз (исп. Unión Cívica Radical — UCR). В 1951 году получил место в Комитете своего родного города, в 1954 году был избран на должность муниципального советника, а уже в 1955 году стал служить в качестве председателя Комитета города Часкомус.
В 1963 и 1965 годах избирался представителем своего округа в Национальный конгресс от партии Гражданский радикальный союз. В 1973 году возглавил прогрессивное крыло в партии «За обновление и перемены» и пытался стать кандидатом на пост президента Аргентины от ГРС, но проиграл первичные выборы Рикардо Бальбину, который занимал второе место на президентских выборах в марте и сентябре 1973 после кандидатов от Перонистской партии.
В период существования в Аргентине военной хунты (1966—1973 и 1976—1983 годы) принимал активное участие в деятельности оппозиции. В 1983 году был выдвинут Гражданским радикальным союзом кандидатом на пост президента Аргентины. По итогам президентских выборов, прошедших в октябре 1983 года был избран на должность президента Аргентинской Республики, получив 51,74 % голосов избирателей.

### Президентство
Президентство Р. Альфонсина сопровождалось высокими темпами инфляции, существенным ростом государственного долга, забастовками рабочих и недовольством военных. В попытке стабилизировать экономику вёл переговоры о кредитах с Международным валютным фондом и в 1985 году представил экономическую программу «План аустраля». Недовольные его экономическим курсом профсоюзы провели за время его правления 13 всеобщих забастовок. 
Р. Альфонсин, являвшийся активным защитником прав человека, способствовал юридическому преследованию членов военной хунты. Став президентом, он направил в Конгресс законопроект об отмене закона о самоамнистии, принятого военными. Он создал Национальную комиссию по расследованию исчезновений (Comisión Nacional sobre la Desaparición de Personas, CONADEP) во главе с Эрнесто Сабато, что привело к Суду над хунтами. 
В течение его правления были осуждены и приговорены к различным срокам лишения свободы, как рядовые офицеры, так и некоторые высокопоставленные чиновники, такие как бывшие аргентинские президенты Хорхе Рафаэль Видела и Роберто Виола. 17 мая 1986 года трибунал вооружённых сил Аргентины вынес приговор обвинённым в серьёзных просчётах в ходе Фолклендской войны — все были признаны виновными и осуждены на большие сроки (бывший командующий ВМС вице-адмирал в отставке Хорхе Исаак Анайя — 14 лет, бывший командующий сухопутными силами и бывший президент Леопольдо Гальтиери — 12 лет, бывший командующий ВВС Басилио Лами Досо — 8 лет), в октябре 1988 года гражданский суд приговорил их же к 12 годам тюрьмы каждого.
В 1984 году являлся одним из учредителей «Делийской шестёрки» — руководителей стран, выступавших за ядерное разоружение и разрядку напряжённости в мире.
В результате резкого роста бюджетных расходов и денежной эмиссии, в последний год его правления экономика Аргентины находилась в глубоком кризисе, сопровождавшимся высокими темпами инфляции и девальвации валюты. Он ушёл в отставку за шесть месяцев до окончания его президентского срока.
Был активным сторонником переноса столицы в Патагонию (на основе городов Вьедма и Кармен-де-Патагонес).
Автор ряда книг по вопросам политической жизни Аргентины. В 1975 и октябре 1986 года побывал в СССР.
14 октября 1986 года Альфонсину было присвоено звание почётного доктора МГУ.

### Последние годы и смерть

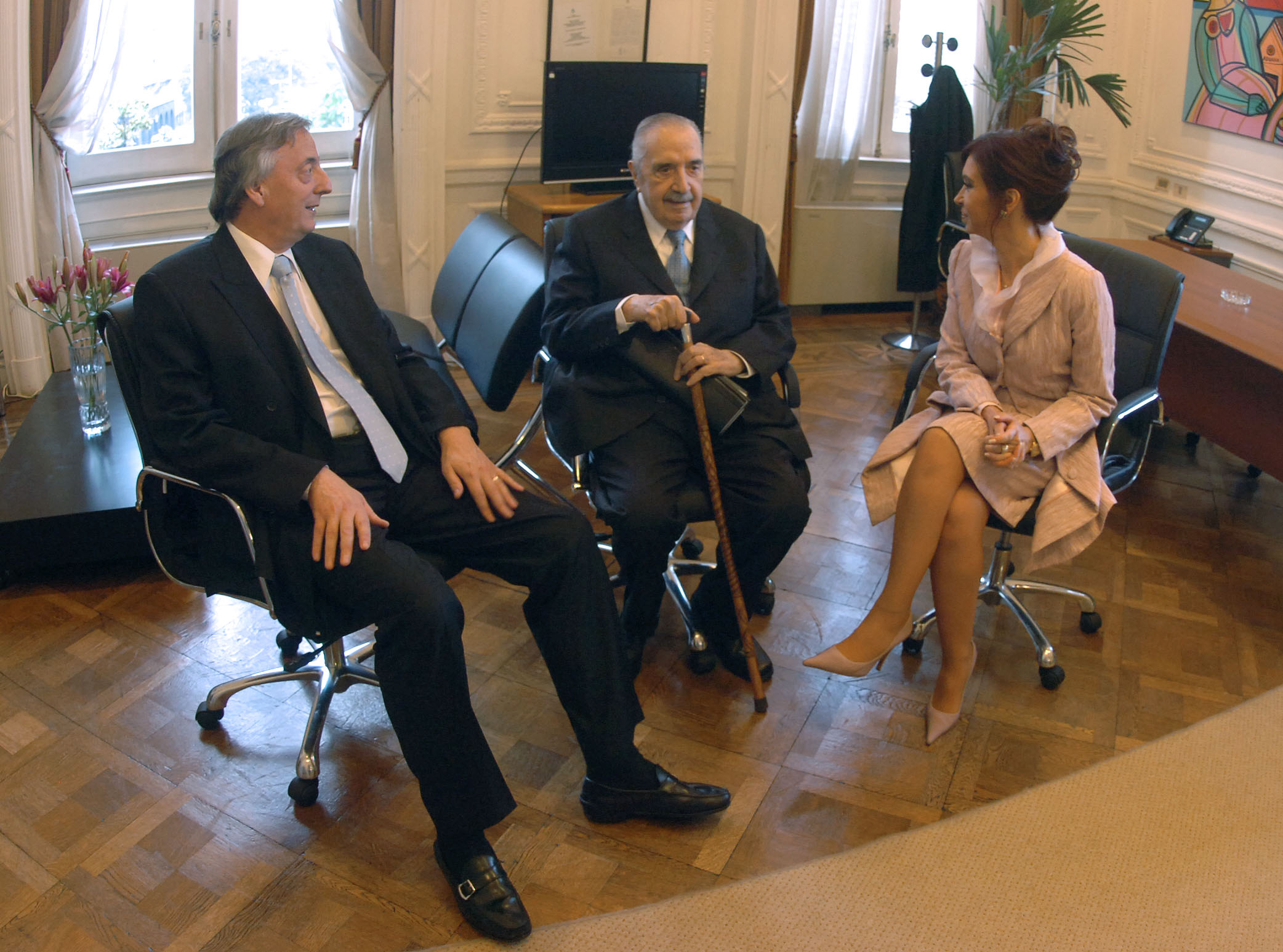
Последнее публичное появление Альфонсина с Нестором и Кристиной Киршнер в конце 2008 года

Альфонсин оставался лидером партии и выступал против президента Карлоса Менема, но инициировал с тем Оливковый пакт для конституционной реформы 1994 года. После отставки президента Фернандо де ла Руа, представителя конкурирующей фракции ГРС, во время волнений в декабре 2001 года фракция Альфонсина оказала необходимую поддержку перонисту Эдуардо Дуальде, чтобы тот был назначен президентом Конгрессом. 
В конце жизни страдал от рака лёгких. В марте 2009 года его состояние ухудшилось из-за подхваченной им пневмонии. Скончался 31 марта 2009 года в своём доме в Буэнос-Айресе.